# Enchentes e deslizamentos no Sudeste do Brasil em 2020
As enchentes e deslizamentos no Sudeste do Brasil em 2020 começaram em 17 de janeiro de 2020 como resultado de fortes chuvas, causando grandes danos em municípios do estado do Espírito Santo. Nos dias seguintes, desastres na mesma natureza ocorreram nos estados do Minas Gerais e do Rio de Janeiro.
Segundo a Defesa Civil do Espírito Santo, até 30 de janeiro, havia dez mortos, dez feridos, 2.030 desabrigados e 12.735 desalojados por conta das chuvas. O governo estadual decretou e o governo federal reconheceu estado de calamidade pública nos municípios de Alfredo Chaves, Iconha, Rio Novo do Sul e Vargem Alta. Posteriormente, o governo estadual decretou estado de calamidade pública para Iúna e Conceição do Castelo, bem como situação de emergência em dezesseis outros municípios.
A Defesa Civil de Minas Gerais confirmou que até no dia 3 de fevereiro que o estado tinha 58 pessoas mortas, 65 feridas, 8.259 desabrigadas e 44.929 desalojadas. O governo estadual decretou situação de emergência para 196 municípios.
No Rio de Janeiro, até 3 de fevereiro, havia 13 mil desalojados ou desabrigados. Três pessoas foram mortas pelas enchentes.
Em fevereiro chuvas intensas foram registradas nos estados de Minas Gerais, Rio de Janeiro e São Paulo, incluindo as capitais. Entre os dias 9 e 11 de fevereiro cinco pessoas morreram no estado de São Paulo. Na mesma semana as chuvas atingiram quase todo o estado de Minas Gerais, sendo o sul e a Zona da Mata as áreas mais afetadas por estragos.
As chuvas voltaram a castigar a região no fim de fevereiro e início de março. Entre 27 de 28 de fevereiro, Belo Horizonte teve prejuízos materiais resultantes de chuvas. No estado do Rio de Janeiro, o Corpo de Bombeiros havia atendido mais de 800 chamados relacionados a chuvas entre 29 de fevereiro e 2 de março. Até 2 de março, havia quatro mortos e cerca de cinco mil pessoas desabrigadas ou desalojadas. No Espírito Santo, a chuva voltou com força em 1º de março, deixando dois feridos, 145 desalojados e 322 desabrigados. Entre 2 e 3 de março, a chuva no estado de São Paulo deixou dez mortos (sete em Guarujá, duas em São Vicente e uma em Santos), dois desaparecidos e dois feridos.

## Consequências

### Espírito Santo
Segundo a Coordenadoria Estadual de Proteção e Defesa Civil do Espírito Santo, até 30 de janeiro mais de vinte municípios tinham pessoas fora de suas casas. Os mais afetados eram Iconha, com quatro mortos, cinco desabrigados e 2.075 desalojados; Alfredo Chaves, com três mortos, dois feridos e 1.984 desalojados; Iúna, com um morto, oito feridos, 45 desabrigados e 173 desalojados; Conceição do Castelo, com um morto, 30 desabrigados e 180 desalojados; Vargem Alta, com 74 desabrigados e 1.051 desalojados; Cachoeiro de Itapemirim, com um desaparecido, 247 desabrigados e 927 desalojados; e Castelo, com 216 desabrigados e 3.610 desalojados. O município de Alegre chegou a ter 250 desabrigados e 2.300 desalojados. Dezenas de rodovias tiveram interdição total ou parcial.
O governo federal reconheceu em 21 de janeiro estado de calamidade pública decretado pelo governo estadual para os municípios de Alfredo Chaves, Iconha, Rio Novo do Sul e Vargem Alta. No dia 27, o governo estadual decretou estado de calamidade pública para Iúna e Conceição do Castelo e situação de emergência em dezesseis municípios: Alegre, Apiacá, Bom Jesus do Norte, Cachoeiro de Itapemirim, Castelo, Divino de São Lourenço, Dores do Rio Preto, Guaçuí, Ibitirama, Irupi, Jerônimo Monteiro, Mimoso do Sul, Muniz Freire, São José do Calçado, Domingos Martins e Marechal Floriano.
As chuvas que atingiram o Espírito Santo causou um prejuízo estimado em mais de 88 milhões de reais na agropecuária. Entre as principais atividades afetadas estão a cafeicultura, a fruticultura e a horticultura.
A chuva voltou com força em 1º de março, deixando dois feridos, 145 desalojados e 322 desabrigados, sendo dois feridos e dois desalojados em Iconha, 77 desabrigados em Viana, 48 desabrigados e 24 desalojados em Pancas, 20 desabrigados em Marechal Floriano, 250 desalojados em Alfredo Chaves, oito desalojados em São Domingos do Norte e quatro desalojados em Apiacá, Fundão e Guarapari. Um homem morreu arrastado pela água da chuva em Cariacica naquela data.

#### Sul e Região Serrana

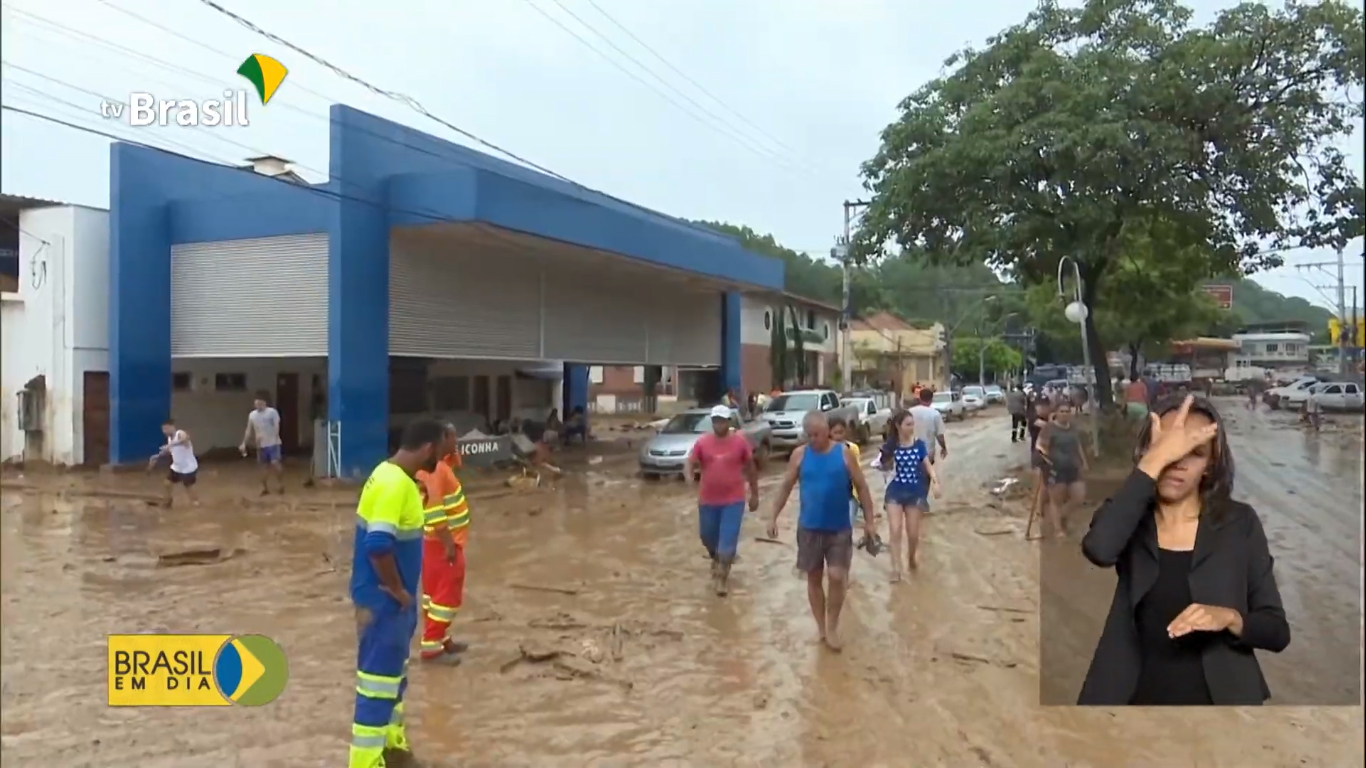
Enchente de 2020 em Iconha. Imagem: TV BrasilGov

Em Iconha, quatro pessoas morreram, das quais uma morreu em Campinho num desabamento, uma em Ilha do Coco e uma no contorno da rodovia BR-101. Duas edificações desabaram próximo ao rio no Centro e outras duas foram interditadas pela Defesa Civil Estadual. Veículos e árvores foram arrastados, construções desabaram e o Centro da cidade foi inundado pelas águas. A cidade ficou desprovida de unidades de saúde, farmácias e comércio. Na Ponte Monte Belo, apenas veículo com até doze toneladas tinham passagem permitida. Objetos foram arrastados pelo rio Novo desde Iconha, chegando no dia 18, sábado, até perto da foz no Centro de Piúma e, ainda no fim de semana, à praia. As comunidades de Pedra Lisa Alta e Beira-Rio ficaram sem acesso. Os desabrigados receberam abrigo na Igreja Católica Matriz e na Igreja Católica de Bom Destino.
Em Alfredo Chaves, três pessoas morreram, sendo uma num movimento de massa que atingiu uma residência em Recreio. Uma residência foi soterrada em Cachoeirinha, onde uma via ficou interditada. 40 pontes foram danificadas ou destruídas, sendo que a ponte de Canela (que liga a cidade à rodovia BR-101) foi interditada para veículos pesados. Ficaram isoladas as localidades de Boa Vista, Recreio, São João, São Vicente, São Joaquim, Piemonte, Ipê-Açu, Santa Luzia do Ipê, Vila Nova de Maravilha, São Brás, Alto Maravilha, Três Cruzes, Quarto Território, Santa Luzia e São Gabriel. Barreiras caíram e houve pontos de alagamento. Um asilo de idosos ficou isolado; de lá, doze idosos e duas cuidadoras foram resgatados por uma aeronave.
Vargem Alta teve alagamentos e deslizamentos de terra. Localidades ficaram sem água potável, energia elétrica ou comunicação e quinze pontes foram danificadas ou destruídas. As localidades de Córrego Alto, Morro do Sal, Córrego do Ouro, São Carlos, Alto Boa Vista e Ipê ficaram isoladas e as localidades de Jacutinga, Ardisson, Capivara e Pedra Branca ficaram com acesso dificultado. A energia elétrica ficou com fornecimento parcial nas comunidades de Guiomar, Morro do Sal, Jaciguá e Córrego do Ouro. Em Morro do Sal, mais de vinte casas desabaram. Os desabrigados ficaram na Escola Estadual Presidente Luebke e na Escola Municipal Pedra Branca.
Em Anchieta, houve uma casa destelhada e o rompimento do dique de Limeira, entre os distritos de Limeira e Jabaquara que deixou 92 pessoas desalojadas. Os desabrigados foram alocados no Centro de Convenções de Limeira. Em Rio Novo do Sul, houve alagamentos no interior do município e danos em lavouras. Ficaram afetados a escola e o posto de saúde de Cachoeirinha. Foram danificadas pontes em Princesa, Virgínia Nova, Frade, Pau d'Alho e Capim Angola e estradas em Princesa, Cachoeirinha e Virgínia Velha. Os desabrigados foram encaminhados para o aluguel social. Houve movimentos de massa em Venda Nova do Imigrante. No município de Marechal Floriano, até o dia 20, ma estrada ficou interditada e, no dia 25, o abastecimento de água ficou prejudicado.
Em Castelo, com as chuvas de 17 de janeiro, estradas ficaram interditadas, afetando o acesso às localidades de Córrego da Prata (onde uma ponte caiu), Pedregulho, São Cristóvão, Apeninos, Monte Pio, Fazenda da Prata e Ipê, e, na localidade de Ubá, três casas sem moradores foram condenadas pela Defesa Civil, um veículo foi arrastado pela lama, faltou energia elétrica e acessos ficaram interditados, deixando quinze famílias isoladas. Entre 24 e 25 de janeiro, o rio que corta a cidade subiu oito metros, alagando casas e o comércio do Centro da cidade, deixando ilhadas cerca de 150 famílias e obstruindo todos os acessos terrestres à cidade. O abastecimento de água a partir do rio Caxixe foi interrompido e ponte que liga Castelo à cidade de Guaçuí desabou. Uma igreja e uma escola na comunidade de Morro Vênus foram alagadas.
Na noite de 23 de janeiro, houve transbordamento de rios em São José do Calçado e Bom Jesus do Norte, com queda de barranco na estrada que liga as duas cidades e alagamento de ruas e casas, quarenta apenas em Bom Jesus do Norte. Neste município, pessoas ficaram ilhadas, o rio Itabapoana subiu 4,2 metros, deixando famílias desabrigadas e desalojadas. A prefeitura decretou estado de emergência no dia 24.
No dia 24, o rio Norte no município de Ibitirama subiu 6,8 metros, inundando casas, pastos e plantações; uma família foi abrigada numa escola. No município de Jerônimo Monteiro, ficou interditada a ponte sobre o rio Norte que leva às comunidades de Oriente e Santa Joana e o nível do rio Itapemirim subiu, causando alagamentos. Em Irupi, uma represa particular se rompeu no distrito de Santa Cruz de Irupi, provocando um alagamento que atingiu casas e deixou oito desalojados, e houve queda de barreiras e alagamentos que deixaram casas em risco de desabar. Uma pessoa ficou soterrada em um dos deslizamentos. Houve alagamentos também em Mimoso do Sul, Guaçuí e Apiacá. Em Apiacá, no distrito de José Carlos, uma inundação obrigou 30 famílias a deixarem suas casas. Os desabrigados foram alocados numa escola municipal e no salão paroquial de uma igreja.
| Municípios com mortos Outros municípios em estado de calamidade pública ou de emergência Outros municípios com desalojados ou desabrigados Outros municípios com danos materiais Municípios não afetados |

Municípios afetados pelas chuvas no Espírito Santo até 30 de janeiro de 2020.
Municípios com mortos
Outros municípios em estado de calamidade pública ou de emergência
Outros municípios com desalojados ou desabrigados
Outros municípios com danos materiais
Municípios não afetados

No município de Iúna, no dia 25, uma criança morreu soterrada no Córrego Santa Clara e duas casas desabaram, deixando um homem com fratura num braço. A cidade foi alagada pelo rio Pardo e estradas no interior do município ficaram interditadas. Os lugares mais afetados foram o Centro, o bairro de Niterói e as localidades de Santa Clara do Urbano e Nossa Senhora das Graças. Um carro ficou soterrado com vítimas dentro,que foram resgatadas. Os desabrigados foram alocados numa igreja em Perdição e na Escola Hagen Abikair.
Uma criança morreu por conta de deslizamento sobre uma residência no município de Conceição do Castelo. Duas pessoas soterradas foram resgatadas com vida, uma no município de Muniz Freire e outra em Ibatiba. Em Muniz Freire, cerca de 300 precisaram deixar suas casas pelo risco de alagamentos e deslizamentos. As localidades mais atingidas foram São Pedro e Cachoeirinha, onde um barranco deslizou e derrubou a casa de mulher, que sofreu uma fratura e não pode ser socorrida pela dificuldade de acesso por terra e ar.
No dia 25, no município de Alegre, laboratórios e salas de aula do Instituto Federal do Espírito Santo (Ifes) foram alagados. No interior do município, no rio Itapemirim, a barragem da Central Hidrelétrica São Simão, em São João do Norte, transbordou e a barragem da Usina Hidrelétrica de Francisco Gross teve as comportas abertas, obrigando os ribeirinhos a deixarem suas casas para serem abrigados na quadra de um colégio. Famílias ficaram ilhadas no distrito de Rive, onde também houve falta de energia elétrica.
Em Cachoeiro de Itapemirim, uma jovem com transtornos mentais foi arrastada pela água após ser resgatada de área de risco por três vezes e sempre voltar para o mesmo ponto de ônibus. A Defesa Civil municipal e o Corpo de Bombeiros chegaram a anunciar a morte da jovem, mas, segundo o próprio Corpo de Bombeiros, até o dia 28 ela era considerada desaparecida. Por conta das chuvas em outros municípios, o rio Itapemirim transbordou ao subir seis metros, interditando várias pontes. Houve alagamentos no Centro e nos bairros Independência, Coronel Borges e Arariguaba, nos distritos de Conduru e Pacotuba e na localidade de Monte Líbano, e houve deslizamentos na localidade de Poço Dantas. Moradores precisaram ser resgatados em Contudu, Pacotuba e Coutinho. O abastecimento de água ficou comprometido.
Em Domingos Martins, foram registrados deslizamentos, quedas de barreiras, obstruções de estradas, quedas de árvores e interrupções de energia elétrica em Aracê, Ponto Alto e Paraju. O distrito de Pedra Branca ficou ilhado após a cheia do rio Jucu destruir a ponte de acesso à comunidade. Os desabrigados foram alocados na Escola Municipal Luiz Pianzola. O abastecimento de água ficou prejudicado no município.
Em Dores do Rio Preto, os lugares mais afetados foram o Centro e o distrito de Pedra Menina. O abastecimento de água foi prejudicado e houve comunidades alagadas e sem energia elétrica. Os desabrigados foram alocados no colégio de Pedra Menina.

#### Norte
Em Colatina, houve alagamento no bairro Carlos Germano Naumann por conta da chuva entre 21 e 22 de janeiro. No distrito de Boapaba, houve alagamentos e estragos. Um acidente causado pela lama no asfalto na rodovia ES-080 deixou uma criança com ferimentos leves. No município de João Neiva, casas ficaram alagadas com o transbordamento do rio Clotário. No município de São Roque do Canaã, casas foram alagadas e um muro caiu na comunidade do Sagrado. O rio Guandu, no município de Baixo Guandu, transbordou no dia 26, obrigando cinco famílias a deixarem suas casas.
Após chuva na madrugada de 22 de janeiro, o município de São Mateus teve alagamento no Centro, na praia de Guriri e nos bairros Porto, Ayrton Senna, Santa Tereza e de Fátima e o muro de uma escola desabou no bairro Santa Tereza. No dia 27, a chuva alagou o Centro, o bairro do Sernamby e o balneário de Guriri.
No dia 22, no município de Jaguaré, houve alagamento no bairro Irmã Tereza. Em Linhares, houve pontos de alagamento e um muro caiu. Houve alagamentos também no município de Alto Rio Novo.
De acordo com boletim da Defesa Civil Estadual de 23 de janeiro, Aracruz registrou 193,3 milímetros de chuva em 24 horas, deixando 16 pessoas desalojadas, todas do bairro Santa Rita. Houve também alagamentos nos bairros Santa Marta, Segatto Barra do Riacho e no distrito de Jacupemba. Aracruz deixou de ter pessoas desalojadas ainda no dia 23.

#### Grande Vitória
Os municípios da Serra, Vitória e Vila Velha registraram alagamentos em 22 de janeiro. Em Vitória, até 23 de janeiro, 38 casas foram interditadas no morro do Jaburu por conta do risco de rolamento de rochas e, no dia 24, quatro casas foram interditadas em Fradinhos pelo risco de queda de um muro pertencente à prefeitura. O trem de passageiros da Estrada de Ferro Vitória a Minas que havia partido na Estação Pedro Nolasco, em Cariacica com destino a Belo Horizonte, teve sua viagem interrompida no dia 25 na Estação Flexal, na Serra, e os passageiros tiveram que voltar de ônibus para a Estação Pedro Nolasco. A circulação de trens foi restabelecida com restrições de velocidade no dia 30.

### Minas Gerais
| Municípios com mortos Outros municípios em estado de calamidade pública ou de emergência Municípios não afetados |

Municípios afetados pelas chuvas em Minas Gerais até 26 de janeiro de 2020.
Municípios com mortos
Outros municípios em estado de calamidade pública ou de emergência
Municípios não afetados

Entre 23 e 24 de janeiro, Belo Horizonte registrou 171,8 milímetros de chuva, o maior acumulado 24 horas em 110 anos, segundo o Instituto Nacional de Meteorologia. Deslizamentos e soterramentos mataram 45 pessoas até 27 de janeiro. A Defesa Civil divulgou haver quatro vítimas fatais em Alto Caparaó, três em Alto Jequitibá, treze em Belo Horizonte, seis em Betim, duas em Contagem, uma em Divino, cinco em Ibirité, duas em Luisburgo, uma em Manhuaçu, duas em Pedra Bonita, uma em Santa Margarida, três em Simonésia e uma em Tocantins. O jornal O Tempo apurou também um morte em Matipó.
Em 26 de janeiro, havia 21 pessoa desaparecidas (três em Alto Caparaó, uma em Belo Horizonte, uma em Carangola, uma em Conselheiro Lafaiete, uma em Espera Feliz, três em Luisburgo e uma em Manhuaçu), doze feridas, 3.354 desabrigadas e 13.687 desalojadas. Os números foram reduzidos no dia 27 para dezoito desaparecidas, doze feridas, 2.557 desabrigadas e 12.560 desalojadas.
O governo estadual havia inicialmente decreta situação de emergência em 47 municípios: Abre Campo, Alto Caparaó, Alto Jequitibá, Belo Horizonte, Betim, Brumadinho, Caeté, Caparaó, Carangola, Cataguases, Congonhas, Contagem, Divino, Dores do Turvo, Ervália, Espera Feliz, Guidoval, Ibiaí, Ibirité, Luisburgo, Manhuaçu, Mariana, Mateus Leme, Matipó, Monjolos, Muriaé, Nova Lima, Orizânia, Patrocínio do Muriaé, Pedra Bonita, Raposos, Raul Soares, Ribeirão das Neves, Rio Acima, Sabará, Santa Bárbara, Santa Luzia, Santa Margarida, São Gonçalo do Sapucaí, Sarzedo, Senador Firmino, Simonésia, Taquaraçu de Minas, Teófilo Otoni, Tocantins, Ubá Visconde do Rio Branco. O número que se elevou a 101 no dia 27 de janeiro: Almenara, Antônio Dias, Barão de Cocais, Belo Vale, Bocaiuva, Bom Jesus do Galho, Caputira, Cipotânea, Conselheiro Lafaiete, Cordisburgo, Coronel Fabriciano, Crucilândia, Diamantina, Diogo de Vasconcelos, Durandé, Entre Rios de Minas, Felício dos Santos, Felixlândia, Fervedouro, Guaraciaba, Igaratinga, Inimutaba, Ipaba, Ipanema, Itapecerica, Jeceaba, Juatuba, Lamim, Manhumirim, Mário Campos, Miradouro, Moeda, Nova Era, Nova União, Oliveira, Ouro Branco, Paula Cândido, Pintópolis, Ponte Nova, Rio Casca, Rio Piracicaba, Rosário da Limeira, Santa Cruz do Escalvado, Santa Maria de Itabira, Santana do Manhuaçu, Santana dos Montes, Santo Antônio do Grama, São Geraldo, São Gonçalo do Rio Abaixo, São João do Manhuaçu, Senhora de Oliveira, Setubinha, Timóteo e Tombos.
O prefeito de Governador Valadares, André Merlo, decretou ainda no dia 27 de janeiro situação de emergência no município. A prefeitura contabilizou 50 mil pessoas atingidas, sendo que 15 mil pessoas estavam desalojadas e 292 pessoas estavam desabrigadas naquele momento. O rio Doce voltou a transbordar na cidade, porém em menor escala, nos primeiros dias de março.
Apesar dos estragos, as chuvas acima da média entre janeiro e março contribuíram com a amenização do quadro de seca que dominou em Minas Gerais até dezembro de 2019. Neste mês, segundo a Agência Nacional de Águas (ANA), apenas o sul do estado e pequenas partes do Triângulo Mineiro não apresentavam registro de aridez, enquanto que em março de 2020 podiam ser encontradas áreas sem seca, além daquelas regiões, na Grande BH, região central, Zona da Mata, Vale do Rio Doce e centro-oeste. O norte e o Vale do Jequitinhonha, por sua vez, passaram de seca grave para moderada. De acordo com informações de 6 de março de 2020, apenas 66 municípios se encontravam em estado de emergência por falta de chuva, enquanto que havia 147 em 22 de novembro de 2019.

### Rio de Janeiro
| Municípios com desalojados, desabrigados ou soterrados Municípios não afetados |

Municípios afetados pelas chuvas no Rio de Janeiro até 26 de janeiro de 2020.

Fortes chuvas atingiram o Norte e o Nordeste Fluminense em 24 e 25 de janeiro, deixando cerca de 13 mil pessoas fora de suas casas. Um homem foi encontrado morto no dia 26, vítima da enchente em Porciúncula. Em Itaperuna, até o dia 25, um rapaz estava desaparecido após pular no rio Muriaé, 28 pessoas estavam desabrigadas, 2.040 desalojadas e quase 9 mil afetados de outras formas. No dia 27 o corpo do jovem que estava desaparecido foi encontrado. Em Bom Jesus do Itabapoana, 500 pessoas estavam fora de suas casas. Em Cardoso Moreira, 45 famílias ficaram desabrigadas após o rio Muriaé atingir a marca de 8,81 metros acima do nível normal, 81 centímetros acima da cota de transbordo. Em Italva, mais de cem pessoas ficaram desalojadas por causa da cheia do rio Muriaé. Em  Laje do Muriaé, 60 pessoas ficaram desabrigadas e 1.285, desalojadas. Em Porciúncula, 300 famílias ficaram desalojadas e 84 desabrigadas após o rio Carangola subir dois metros acima da cota de transbordo e inundar 80% da cidade. Em Natividade, o nível do rio Carangola chegou a 5,80 metros, 65 centímetro acima da cota de transbordo, deixando sete famílias desabrigadas e 70 desalojadas. Em Santo Antônio de Pádua, o rio Pomba, cuja cota de transbordo na cidade é de 5 metros, chegou a 5,13 metros. Em Campos dos Goytacazes, três famílias foram alojadas em casas de parentes por medida de segurança.
Entre 29 de fevereiro e 2 de março, o Corpo de Bombeiros havia atendido mais de 800 chamados relacionados a chuvas. Até 2 de março, havia quatro mortos e cerca de cinco mil pessoas desabrigadas ou desalojadas.

### São Paulo
A partir de 9 de fevereiro de 2020, chuvas torrenciais começaram a assolar o estado de São Paulo. Na madrugada do dia seguinte, um forte temporal assolou a Grande São Paulo e o Litoral, deixando as localidades afetadas em caos e em situação de emergência para deslizamentos de terra e transbordamento de rios. A maioria das aulas em escolas e trabalhos foram suspensos no dia 10 de fevereiro. A Grande São Paulo teve um recorde de chuva com 140,8 milímetros de chuva no dia, fazendo isso o segundo dia mais chuvoso desde o início das medições e a maior chuva desde 21 de Dezembro de 1988. Quase todas as regiões do estado de São Paulo ficaram debaixo da água. Alguns locais chegaram a registrar precipitações acima dos 200 milímetros, como no litoral de São Paulo. Várias estradas foram interditadas. Apesar da grande melhora das chuvas, muitas áreas ainda continuavam alagadas em 16 de fevereiro. Segundo a Defesa Civil estadual, de 1º de dezembro de 2019 a 28 de fevereiro de 2020, as chuvas haviam deixado 24 mortos, 50 feridos, 587 desabrigados, 5.150 desalojados e 14 municípios em estado de emergência: São Carlos, Taquaritinga, Itápolis, Bebedouro, Botucatu, Salto, Taboão da Serra, Santa Cruz da Esperança, Bofete, Caieiras, Osasco, Andradina, Pirapora do Bom Jesus e Laranjal Paulista. Entre 2 e 3 de março, houve mais dez mortos, (sete em Guarujá, duas em São Vicente e uma em Santos), dois desaparecidos e dois feridos. Além da chuva passar de 200 milímetros nas cidades afetadas e o recorde histórica de maior volume de chuva ocorreu nas cidades do litoral, muitas passando dos 200 milímetros e o Guarujá teve áreas que passou dos 300 milímetros de chuva em certos bairros, segundo dados, a cidade de Santos, o mês de Fevereiro foi o mês mais chuvoso da História de Santos e a primeira e única vez que passou dos 1.000 milímetros de chuva em um mês em alguns bairros.

## Reações
O prefeito de Iconha, João Paganini, publicou numa rede social em 17 de janeiro: "Chove muito forte por todo o nosso município. O rio continua a subir e nossa equipe já está toda em campo para monitorar e socorrer as famílias necessitadas. Continuaremos acompanhando e fazendo a nossa parte de cuidar do povo de Iconha".
O prefeito de Alfredo Chaves, Fernando Videira Lafayette, classificou a situação do município como algo "catastrófico". "Iconha acabou", declarou o prefeito do município, João Paganini. O governador do Espírito Santo, Renato Casagrande, disse que "Iconha é um cenário de guerra. [...] Outros municípios também foram atingidos pelas chuvas e desde ontem a Defesa Civil e os Bombeiros já estão atuando para diminuir o sofrimento e risco das pessoas atingidas".
Pontos de coleta de doações foram implantados em todos os municípios do Espírito Santo. Segundo o governador, cerca de cem pontes e trezentas casas precisariam ser reconstruídas.
Foi anunciado pelo governo do Espírito Santo em 21 de janeiro que foi suspensa a cobrança de ICMS sobre produtos perdidos com a chuva, produtos doados por empresas e sobre máquinas e equipamentos para reestruturação do comércio local. Micro e pequenas empresas passaram a poder fazer financiamento. O ICMS de dezembro de 2019 e janeiro de 2020 foi postergado para pagamento a partir de junho de 2020 parcelado em seis vezes. Empresas que receberam auto de infração da Secretaria Estadual da Fazenda terão o prazo para recurso estendido em 90 dias. Ficaram dispensadas as multas por perda de documentos das obrigações tributárias ou por extravio de documentos. Clientes do Banco do Estado do Espírito Santo (Banestes) com operações de crédito parcelado já contratadas passaram a contar com doze meses de carência e as operações de crédito rotativo passaram a poder ser parceladas em até 48 vezes com carência de 12 meses. O Departamento Estadual de Trânsito (Detran) passou a conceder a segunda via da Carteira Nacional de Habilitação e placas de veículos para quem as perdeu.
Com o reconhecimento do estado de calamidade pública pelo governo federal, ficou autorizado o saque do Fundo de Garantia do Tempo de Serviço (FGTS) e o pagamento do Bolsa Família foi antecipado. No dia 21 de janeiro, o coordenador da Defesa Civil Estadual, André Có, chegou a afirmar que a ajuda do Exército Brasileiro não era necessária. O Ministério do Desenvolvimento Regional confirmou em 22 de janeiro que acionaria o Ministério da Defesa para que envie militares do Exército Brasileiro e caminhões. O prefeito de Iconha, João Paganini, expediu ofício no mesmo dia ao governo do Espírito Santo para que o Exército atue no município em caráter de urgência urgentíssima. Militares do Exército, um caminhão basculante e três caminhões-pipa foram encaminhados a Iconha.
O ministro do Desenvolvimento Regional, Gustavo Canuto, durante visita a Belo Horizonte em 26 de janeiro, anunciou que o governo federal disponibilizaria R$ 90 milhões aos municípios atingidos pelas chuvas em Minas Gerais e no Espírito Santo. Em seguida, o ministrou foi ao Espírito Santo e sobrevoou sete atingidas. No mesmo dia, o presidente da República, Jair Bolsonaro, que estava em visita oficial à Índia, disse: "Mandei recado pro Mourão, ele está tomando providência. As Forças Armadas estão agindo em Minas Gerais e no Espírito Santo, fazendo o possível. Entrei em contato com o Canuto, ele já está ligado no tocante a isso. Agora, é uma área muito grande que foi atingida, é difícil atender a todos, mas estamos fazendo o possível".
No dia 26 de janeiro, o governador do Rio de Janeiro, Wilson Witzel, sobrevoou áreas atingidas no estado e anunciou a destinação de R$ 23 milhões para as cidades afetadas.
O Ministério da Cidadania, no dia 27, liberou repasses aos municípios em estado de calamidade pública reconhecido pelo governo federal no Espírito Santo, na proporção de R$ 20 mil para cada 50 pessoas desalojadas ou desabrigadas. O Benefício de prestação continuada (BPC) ficou para ser antecipado e um empréstimo de até um salário mínimo ficou de ser disponibilizado para os beneficiários nos mesmo municípios.
Após apresentação de projetos de lei pelo governo do Espírito Santo à Assembleia Legislativa, os deputados estaduais, reunidos em sessão extraordinária durante o recesso parlamentar, aprovaram a criação do Cartão Reconstrução ES, que oferece a afetados pelas chuvas e que estejam incluídas no Cadastro Único; a criação do Fundo Reconstrução ES, que oferece financiamento a pessoas físicas e jurídicas que tenham laudo de órgãos públicos como Defesa Civil e Corpo de Bombeiros constatando prejuízo direto pelas chuvas; e a isenção do Imposto sobre Circulação de Mercadorias e Serviços (ICMS) na aquisição de máquinas e equipamentos por contribuintes atingidos pela chuva.